# Saint-Jean-du-Pin
Saint-Jean-du-Pin település Franciaországban, Gard megyében. Lakosainak száma 1531 fő (2022. január 1.). Saint-Jean-du-Pin Alès, Bagard, Cendras, Générargues, Saint-Christol-lès-Alès, Saint-Paul-la-Coste és Saint-Sébastien-d’Aigrefeuille községekkel határos.

## Népesség
A település népessége az elmúlt években az alábbi módon változott:
| Lakosok száma | 790  | 1131 | 1231 | 1277 | 1426 | 1509 | 1511 | 1517 | 1539 | 1531 |
|               | 1968 | 1982 | 1990 | 2006 | 2013 | 2015 | 2017 | 2019 | 2020 | 2022 |